# Olympische Winterspiele 1998/Teilnehmer (Tschechien)
| Gelbes Symbol für Goldmedaillen mit stilisierten Olympischen Ringen | Graues Symbol für Silbermedaillen mit stilisierten Olympischen Ringen | Braundes Symbol für Bronzemedaillen mit stilisierten Olympischen Ringen |
| ------------------------------------------------------------------- | --------------------------------------------------------------------- | ----------------------------------------------------------------------- |
| 1                                                                   | 1                                                                     | 1                                                                       |

Tschechien nahm an den Olympischen Winterspielen 1998 im japanischen Nagano mit einer Delegation von 62 Athleten in neun Disziplinen teil, davon 49 Männer und 13 Frauen. Mit je einer Gold-, Silber- und Bronzemedaille platzierte sich Tschechien auf Rang 14 im Medaillenspiegel. Olympiasieger wurde die Eishockeymannschaft, die beiden übrigen Medaillen gewann Kateřina Neumannová im Skilanglauf.
Fahnenträger bei der Eröffnungsfeier war der Skilangläufer Luboš Buchta.

## Teilnehmer nach Sportarten

### Biathlon
Männer
- Petr Garabík
10 km Sprint: 53. Platz (30:51,3 min)
20 km Einzel: 56. Platz (1:04:28,8 h)
4 × 7,5 km Staffel: 14. Platz (1:26:35,5 h)

- Jiří Holubec
20 km Einzel: 34. Platz (1:01:08,8 h)
4 × 7,5 km Staffel: 14. Platz (1:26:35,5 h)

- Ivan Masařík
10 km Sprint: 15. Platz (28:58,6 min)
20 km Einzel: 4. Platz (57:30,7 min)
4 × 7,5 km Staffel: 14. Platz (1:26:35,5 h)

- Zdeněk Vítek
10 km Sprint: 51. Platz (30:46,5 min)
4 × 7,5 km Staffel: 14. Platz (1:26:35,5 h)

Frauen
- Jiřína Adamičková
7,5 km Sprint: 35. Platz (25:14,5 min)
15 km Einzel: 38. Platz (1:01:26,3 h)
4 × 7,5 km Staffel: 6. Platz (1:43:20,5 h)

- Eva Háková
7,5 km Sprint: 26. Platz (24:58,6 min)
15 km Einzel: 53. Platz (1:03:25,4 h)
4 × 7,5 km Staffel: 6. Platz (1:43:20,5 h)

- Kateřina Holubcová
7,5 km Sprint: 57. Platz (26:51,7 min)
15 km Einzel: 44. Platz (1:01:48,9 h)
4 × 7,5 km Staffel: 6. Platz (1:43:20,5 h)

- Irena Česneková
7,5 km Sprint: 40. Platz (25:30,4 min)
15 km Einzel: 30. Platz (1:00:09,0 h)
4 × 7,5 km Staffel: 6. Platz (1:43:20,5 h)

### Bob
Männer, Zweier
- Jiří Dzmura, Pavel Polomský (CZE-1)
Rennen im dritten Lauf nicht beendet

- Pavel Puškár, Jan Kobián (CZE-2)
8. Platz (3:38,59 min)

Männer, Vierer
- Pavel Puškár, Peter Kondrát, Pavel Polomský, Jan Kobián (CZE-1)
13. Platz (2:41,29 min)

### Eishockey
Männer
| - Dominik Hašek - Milan Hnilička - Roman Čechmánek - Jiří Šlégr - František Kučera - Roman Hamrlík - Richard Šmehlík - Jaroslav Špaček - Petr Svoboda - Jiří Dopita - Martin Ručínský - Libor Procházka | - Jaromír Jágr - Martin Straka - Robert Reichel - Robert Lang - Pavel Patera - Martin Procházka - Josef Beránek - Vladimír Růžička - David Moravec - Milan Hejduk - Jan Čaloun |

- Gold

### Eiskunstlauf
Frauen
- Lenka Kulovaná
18. Platz (26,0)

Paare
- Kateřina Beránková & Otto Dlabola
15. Platz (22,0)

Eistanz
- Kateřina Mrázová & Martin Šimeček
13. Platz (26,0)

### Freestyle-Skiing
Männer
- Aleš Valenta
Springen: 4. Platz (232,25)

### Nordische Kombination
- Marek Fiurášek
Mannschaft (Normalschanze / 5 km): 8. Platz (57:04,7 min)

- Milan Kučera
Einzel (Normalschanze / 15 km): 5. Platz (42:45,8 min)
Mannschaft (Normalschanze / 5 km): 8. Platz (57:04,7 min)

- Jan Matura
Einzel (Normalschanze / 15 km): 35. Platz (47:35,0 min)
Mannschaft (Normalschanze / 5 km): 8. Platz (57:04,7 min)

- Ladislav Rygl
Einzel (Normalschanze / 15 km): 14. Platz (44:20,8 min)
Mannschaft (Normalschanze / 5 km): 8. Platz (57:04,7 min)

- Petr Šmejc
Einzel (Normalschanze / 15 km): 40. Platz (48:37,4 min)

### Ski Alpin
Männer
- Marcel Maxa
Riesenslalom: 29. Platz (2:49,51 min)
Slalom: Rennen nicht beendet
Kombination: im Abfahrtsrennen disqualifiziert

Frauen
- Lucie Hrstková
Abfahrt: 31. Platz (1:33,00 min)
Super-G: 35. Platz (1:21,74 min)
Riesenslalom: Rennen nicht beendet
Slalom: Rennen nicht beendet
Kombination: 15. Platz (2:49,96 min)

### Skilanglauf
Männer
- Lukáš Bauer
10 km klassisch: 45. Platz (30:11,1 min)
15 km Verfolgung: 32. Platz (44:16,3 min)
30 km klassisch: 33. Platz (1:42:08,8 h)
4 × 10 km Staffel: 15. Platz (1:45:35,4 h)

- Luboš Buchta
10 km klassisch: 52. Platz (30:38,4 min)
15 km Verfolgung: 50. Platz (45:36,6 min)
30 km klassisch: Rennen nicht beendet
50 km Freistil: 13. Platz (2:11:34,8 h)

- Martin Koukal
10 km klassisch: 35. Platz (29:41,8 min)
15 km Verfolgung: 37. Platz (44:41,8 min)
4 × 10 km Staffel: 15. Platz (1:45:35,4 h)

- Jiří Magál
30 km klassisch: 22. Platz (1:40:29,6 h)
50 km Freistil: 47. Platz (2:21:30,5 h)
4 × 10 km Staffel: 15. Platz (1:45:35,4 h)

- Petr Michl
10 km klassisch: 32. Platz (29:28,5 min)
15 km Verfolgung: 23. Platz (42:47,5 min)
50 km Freistil: 17. Platz (2:13:08,3 h)
4 × 10 km Staffel: 15. Platz (1:45:35,4 h)

Frauen
- Kateřina Hanušová
5 km klassisch: 22. Platz (18:49,1 min)
10 km Verfolgung: 24. Platz (30:58,8 min)
30 km Freistil: 23. Platz (1:29:59,9 h)
4 × 5 km Staffel: 6. Platz (56:58,7 min)

- Zuzana Kocumová
5 km klassisch: 59. Platz (19:58,3 min)
10 km Verfolgung: 41. Platz (32:34,9 min)
30 km Freistil: 35. Platz (1:32:52,1 h)
4 × 5 km Staffel: 6. Platz (56:58,7 min)

- Kateřina Neumannová
5 km klassisch: Silber  (17:42,7 min)
10 km Verfolgung: Bronze  (28:37,2 min)
15 km klassisch: 9. Platz (49:01,9 min)
4 × 5 km Staffel: 6. Platz (56:58,7 min)

- Jana Šaldová
5 km klassisch: 28. Platz (19:00,4 min)
15 km klassisch: 29. Platz (51:33,8 min)
4 × 5 km Staffel: 6. Platz (56:58,7 min)

- Iveta Zelingerová-Fořtová
15 km klassisch: 44. Platz (52:26,3 min)

### Skispringen
- Michal Doležal
Normalschanze: 11. Platz (211,0)
Großschanze: 8. Platz (243,2)
Mannschaft: 7. Platz (710,3)

- František Jež
Normalschanze: 24. Platz (192,5)
Großschanze: 24. Platz (208,7)
Mannschaft: 7. Platz (710,3)

- Jaroslav Sakala
Normalschanze: 26. Platz (185,0)
Großschanze: 56. Platz (nicht für den 2. Sprung qualifiziert)
Mannschaft: 7. Platz (710,3)

- Jakub Sucháček
Normalschanze: 28. Platz (183,5)
Großschanze: 15. Platz (229,3)
Mannschaft: 7. Platz (710,3)